# Джеф Джарет
Джефри Леонард Джарет (на английски: Jeoffrey Leonard Jarrett) е американски професионален борец. Роден е на 14 април 1967 г. в Нашвил, Тенеси. Той е частичен собственик на Total Nonstop Action Wrestling.
Джеф Джарет се е борил за различни организации, включително WWE и WCW, докато е съществувала. Сега се бори в Total Nonstop Action, където е петкратен Световен шампион. Дебютът му в професионалната борба е като рефер, работещ за баща си, Джери Джарет, в вече несъществуващата USWA. Не след дълго обаче прави и своя дебют на ринга. По време на враждата му с Джери „Краля“ Лолър той бива забелязан от Винс Макмеън, който подписва с него договор за WWF.

## WWF
Джарет дебютира в Световната федерация по борба (WWF – World Wrestling Federation). Тогава той приема образа на искащ-да-бъде кънтри превец, по-късно съюзявайки се с Браян Армстронг (известен под името Road Dogg Джеси Джеймс), който тогава е известен само като член на пътния екип на Джарет.
Той излиза на ринга с блестящи шапки с надпис Double J и използвал фразата „Не е ли велико“. Той успява да спечели Интерконтиненталната титла на WWF три пъти, като между царуванията я разменял два пъти с Бръснача Рамон (Скот Хол) и веднъж с Боб Холи. Джарет изпява With My Baby Tonight на In Your House II, но това влиза в конфликт с плановете на WWF, тъй като било планирано Джарет да бъде плейбека на Роуди (Армстронг). Това е една от причините за напускането му на WWF, тъй като вярвал, че това ще намали набраната му популярност. Също така изгубил Интерконтиненталната титла от Шон Майкълс в класически мач на същата вечер. След няколко месечно отсъствие, той се завръща за кратка вражда с Ахмед Джонсън, чиято кулминация настъпва на „Кралския сблъсък“ през 1996 г., когато Джонсън печели чрез дисквалификация. След това той напуска WWF и отива при Ерик Бишоф в WCW, най-големия конкурент на Винс.

### Кратък отпуск в WCW
След пристигането си в Световния шампионат (World Championship Wrestling), Джарет се съюзява с Четиримата конници, за да се бори срещу образувалата се фракция nWo (New World Order). По време на престоя си в WCW, Джарет печели титлата на Съединените щати два пъти. След това напуска компанията, раздразнен, че не го включват в главните събития.

#### Отново в WWF
Джарет се завръща в WWF, примейаки отново стария си образ на кънтри певец с мениджър Тенесий Лий. Тъй като не получавал никаква реакция, той махнал образа си и мениджъра. По време на „Летния сблъсък“ през 1998 г. Джарет губи от Екс-Пак в „срежи си косата“ мач. След като е обръснат до кожа, образът му бива променен. Той се съюзява с отбора на Марк Кентърбъри и Денис Найт, създавайки „Южно правосъдие“ (познат и като „Боготворените“).
Той бива портретиран като донякъде женомразец с фразата „Не ме дразни!“ и наема Дебра за свой мениджър. Също така се съюзява с приятеля си, покойния Оуен Харт, с когото печели отборния шампионат. Макар да е сменил образа си, Джарет запазва патента си да разбива в главата на противниците си акустична китара. Когато Оуен Харт почива, той печели мач чрез Снайпер, коронната хватка на Оуен, на шоуто в памет на Оуен – RAW is Owen. Оуен трябваше да спечели Интерконтиненталната титла на WWF Over the Edge в нощта на смъртта си и Джарет бе уреден да спечели титлата на RAW, седмица по-късно.
По-късно Джарет враждува с Чайна преди да се завърне в WCW. Той напуска компанията след като тогавашният шампион Ледения Стив Остин отказал предложения план Джарет да бъде вместен в главните събития. Явно това е следствие от интервюто, което Джарет прави, когато се завръща в WWF, в което обявява фразата на Остин „Остин 3:16…“ за богохулна. Това не се отрази добре на Остин и оттогава Остин отказва да работи с Джарет и занапред. Според вътрешни лица на индустрията, между двамата е имало и случка в миналото, от времето, когато Остин работел с бащата на Джеф, Джери Джарет. Според историята Остин седял в съблекалнята си след едно шоу със заплатата си, която му се струвала доста ниска, а малкият Джеф направил саркастичен коментар с фразата „няма да стане по-голяма, гледайки я“.
Според легендата Винс Макмеън забравил, че договорът на Джарет изтича на 16 октомври 1999, когато Джарет все още бил Интерконтинентален шампион (с рекордната шеста такава титла). Джарет имаше намерение да се върне в WCW, но Макмеън искал да пусне титлата. Джарет предложил на Макмеън да му заплати за вечерта, както и дължимите пари наведнъж, за да остави титлата (обикновено изпълнителите чакат месеци за бонуси от хаус шоута и PPV събития). В размяна, той джобнал (изгубил като слабак) от Чайна на „Без милост 1999“ на 17 октомври, правейки я първата (и единствена) жена, ставала Интерконтинентален шампион. Казано е, че Макмеън направил този гаф с Джарет, за да му отмъсти за $250 000. Трябваше или да плати на Джарет или да рискува той да се появи на ринга на WCW с титла на WWF около кръста си. Смята се, че именно заради този инцидент Джеф Джарет бил отхвърлен от WWE, когато WWE закупува WCW през 2001 г.

## WCW
В WCW той реформира nWo (този път наречено nWo 2000), заедно с Брет Харт, Кевин Неш, Скот Хол, Близнаците Харис и Скот Стайнър и по-късно печели Световната титла (WCW World Heavyweight Championship) няколко пъти. В един мач, уреден от Главния сценарист Винс Русо по време на Bash at the Beach през 2000, му било наредено да легне, за да може Хоган да спечели титлата, но Хоган завил на живо пред Русо „Затова тази компания е в такова скапано положение, заради глупости като тази.“ В хаоса на последната година на WCW, Джарет застава и от двете страни на съюзите на Кевин Неш и Рик Флеър. Част е от злата група на Рик Флеър „Превъзходната седморка“, когато WCW най-после бива закупена от Винс Макмеън. По това време той имал вражда с Дъсти и Дъстин Роудс, като враждата завършила на шоу на Нитро, когато Дъсти и Дъстин принудили него и Флеър да целунат „Големият бял задник на Дъсти“, което се оказало албинско магаре, носещо надпис DUSTY’S ASS. Сливането на WCW с WWE означавало, че Джарет е отново без работа.

## TNA
През втората половина на 2001, Джарет се бори в World Wrestling All-Stars в Австралия и Европа. Джарет печели първата Световна титла на WWA. По-късно титлата му бива отнета. Джарет се завърнал в WWA по време на първото си царуване като NWA World Heavyweight шампион. Той побеждава Стинг за Световната титла на WWA на последното събитие на федерацията на 25 май 2003 г., сливайки двете титли.
Сега Джарет е низш собственик на Total Nonstop Action Wrestling и бивш седемкратен Световен шампион на NWA, самообявил се за King Of The Mountain. Водил е вражди с голямо разнообразие от противници от TNA, включително Браян Лоулър, Скот Хол, Рейвън, Монти Браун, Кевин Неш, Даймънд Далас Пейдж, Джеф Харди и AJ Стайлс. Също така за кратко бе сформирал и отбор „Кралете на кеча“ с Кевин Неш и Скот Хол.
В началото на 2005 Джарет формира доминиращ отбор, известен като „Планета Джарет“ с Монти Браун, Бандита (Били Гън, Кип Джеймс) и, по-късно, Райно. Той често използва фразата „Планета Джарет“, за да опише TNA като цяло, показвайки истинското си влияние и роля в компанията.
На Unbreakable 2005 на 11 септември, Джарет гарантира, че ще си върне титлата преди Импакт! да започне да се излъчва по Spike TV. Джарет удържава на обещанието си на 15 септември, когато America’s Most Wanted (Крис Харис и Джеймс Сторм) стават heels и му помагат да спечели титлата срещу Рейвън в събитие на Border City Wrestling в Уиндзор, Онтарио. Победата му бива затвърдена от пълноправния директор на TNA Лари Збизко. Той губи титлата от Райно на Bound For Glory на 23 октомври, но си я връща на 3 ноември на специален епизод на Импакт!, излъчен в четвъртък.
На Genesis през ноември той опитва да накара Скот Д’Амор да примами идващия в TNA борец Крисчън Кейдж в неговата група. Кейдж сякаш прие поканата в края на шоуто, но едно Разгрозяване върху Д’Амор и 3Д от „Тим 3Д“ върху Джарет през маса показа, че той няма да стане лакей на „Тим Канада“ или „Планета Джарет“. На 26 ноември, по време на мача му срещу Кип Джеймс се появява дебютиращата Джаки Гейда. Джарет изглежда разтревожен от появата ѝ и ѝ нареди да го чака зад кулистите. Той я избутва и като отговор получава шамар. Чуто е как ѝ казва „Не е каквото си мислиш“, което довело само да бой между нея и помощничката му Гейл Ким.
На Turning point 2005 на 11 декември, Джарет успешно защитава Световната титла в мач реванш срещу Райно. След мача светлините изгасват и се появяват образи на скорпиони. Когато светлините отново се включват, в средата на ринга вече има стол, върху който има черно кожено палто и черна бейзболна бухалка. Стинг идваше.

### Стинг срещу Джарет
На Final Resolution 2006 Джарет и партньорът му Монти Браун губят отборен мач срещу Крисчън Кейдж и новопоявилия се Стинг. На 12 февруари на Against All Odds 2006 Джарет губи NWA World Heavyweight титлата си от Крисчън Кейдж.
От март той води усилена вражда със Стинг. Враждата се основава върху това, че Стинг е напуснал TNA, а сега се е върнал, за да отмъсти на „Планета Джарет“ задето са следили семейството и личния му живот. През април 2006 отборът на Джарет губи Lethal Lockdown мач на PPV събитието Lockdown от отбора на Стинг. Скоро Джарет се съюзява със стар приятел и съюзник от WCW, Скот Стайнър. На шоуто Sacrifice през май 2006, Джарет и Стайнър губят отборен мач срещу Стинг и Самоа Джо, след като Джо му прилага Мускулотрошача си.
На 1 юни, в епизод на Импакт!, Джарет побеждава Рейвън, за да се квалифицира за третия мач „Крал на планината“ за Световната титла, който ще се състои на четвъртата годишнина на TNA на 18 юни в PPV събитието TNA Slammiversary 2006.
По време на „Краля на планината“, съдията Ърл Хебнър се намесва, докато Стинг и Крисчън Кейдж се опитват да закачат титлата, бутайки стълбата и събаряйки и двамата, като така позволява на Джарет да закачи титлата и да я спечели за шести път. Само минути по-късно, новото лице на ръководството на TNA – Джим Корнет, му отнема титлата, обвинявайки го в заговор с Лари Збизко и Ърл Хебнър. Две седмици по-късно на епизод на Импакт Корнет му връща титлата, казвайки му, че е шампион „засега“ и уреждайки на Victory Road ‘06 претендентски мач, спечелен от Стинг. На Hard Justice Стинг и Джарет се изправят един срещу друг за титлата и в крайна сметка, Джарет излиза победител, след като „помощника“ на Стинг – Крисчън Кейдж, му обръща гръб и го поваля с удар с китарата на Джарет.
Още на следващата вечер, Стинг иска втори опит за титлата на най-голямото събитие на TNA – Bound For Glory, казвайки, че е готов на всичко. Джарет е съгласен, но условието му е мачът им да бъде титла срещу кариера, т.е. ако Стинг загуби, бива уволнен и забравен от TNA. Стинг е съгласен и двамата подписват договор две седмици по-късно. Същата седмица, в която Джарет подписва договора, Джим Корнет се обажда в шоуто и заявява, че Джарет ще бъде подложен на полиграф. На следващата седмица резултатите от полиграфа показват, че не е заговорничил с Ърл Хебнър и не е знаел нищо за предателството на Крисчън Кейдж. Ала полиграфът показва и че Джарет е бил в заговор с Лари Збизко и така, Корнет включва Джарет в дърварски мач с фенове на No Surrender, наречен „Отмъщението на феновете“, срещу Самоа Джо. По правила на мача, той няма да е за титлата, но около ринга ще има 18 избрани от публиката фенове, на които ще им бъде даден кожен каиш и всеки от тях ще има пълното право да налага Джарет, ако излезе извън ринга преди края на мача. Джарет губи мача, след като Джо го тушира след Мускулотрошач. След това Джеф отива на Bound For Glory 2006, където се изправя срещу Стинг за световната си титла, като специален пазител на реда е Кърт Енгъл. Джарет не успява да надвие Стинг и накрая пада от него, предавайки се от снайпера му. След мача Джарет казва, че ще си вземе почивка, давайки напълно нетипично за него интервю.

### Джарет-прероден
Джеф Джарет се завръща през април 2007, ставайки част от отбора на досегашните си съперници Стинг, Самоа Джо, Кърт Енгъл и Райно и петимата побеждават Коалицията на Крисчън, състояща се от Крисчън Кейдж, Томко, Скот Стайнър, AJ Стайлс и принудения да участва Abyss, в Lethal Lockdown мач.
След този мач Джарет се оттегля от главната сцена и се разкрива като „приятеля“ на Ерик Янг, който щял да му помогне да се измъкне от Робърт Рууд. Джарет започва мини-вражда срещу Рууд от името на Янг и двамата се срещат на Sacrifice 2007, но Джарет губи след като Рууд го тушира с Отплатата си. Това е и последната поява на Джарет в ринга на TNA.
Последната поява на Джарет като образ в TNA е на Slammiversary 2007, когато дава интервю за компанията, за създаването ѝ, за това как едва не се отказва и за своята починала от рак на гърдата съпруга, Джил.

### Завръщането
Джарет прави постоянното си завръщане на екрана през октомври, обявявайки за първи път по телевизията и в образ, че той е основател на компанията. Тогава той получава предизвикателство от Кърт Енгъл и двамата се изправят един срещу друг на Bound For Glory IV в мач със специален пазител на реда – Мик Фоли. Джарет печели мача след като Фоли се намесва в негова полза. През следващите месеци Енгъл преследва Джарет, опитвайки се да го предизвика отново да стъпи на ринга с него, но Джарет твърдо отказва. Накрая Джарет дава условие на Енгъл, че ако спечели мача си срещу Райно в следващото PPV, той ще се изправи срещу него. Енгъл печели и двамата отново се срещат в мач без правила на Genesis 2009. След дълга и кървава битка, Енгъл надделява над Джарет, а след мача следва сцена, в която Енгъл чупи глезена на Джарет. Оттогава Джарет не се е появявал на ринга.

## Личен живот
Джеф Джарет става самотен баща на трите си дъщери – Джослин, Джаклин и Джарин Джарет – след като съпругата му, Джил Джарет, умира след дългогодишна борба с рак на гърдата.

## В кеча
- Коронни хватки и патенти
  - Ударът / Инфаркт (The Stroke – обърнато руско помитане)
  - Супер Удар (Удар от въжетата)
  - Акустичен изравнител (удар с китара в главата)
  - Четвърта фигура

- Прякори
  - „Просто неустоим“ (WCW, 1996)
  - „Двойното J“ (WWF)
  - „Избрания“ (WCW, 1999)
  - „Великия“ (TNA)
  - „Краля на планината“ (TNA)

- Титли и постижения
  - AWA Southern Tag Team шампион (4-кратен) – 3-кратен с Били Джо Травис, 1-кратен с Пат Танака
  - NWA Alabama Heavyweight шампион
  - CWA Heavyweight шампион
  - CWA International Tag Team шампион (2-кратен) – 1-кратен с Пат Танака, 1-кратен с Пол Даймънд
  - NWA North American Heavyweight шампион
  - NWA Mid-America шампион (5-кратен)
  - NWA Cyberspace Heavyweight шампион
  - PCW American Heavyweight шампион
  - Pro Wrestling Illustrated:
    - ранкиран на #141 място от 500-те най-добри борци за 2003 г.
    - ранкиран като #78 място от най-добрите отбори (с Джери Лолър)
    - Награда за най-добра вражда, заедно с Джери Лолър, срещу Лунните кучета през 1992 г.

  - NWA World Heavyweight шампион (7-кратен)
  - USWA Unified World Heavyweight шампион (3-кратен)
  - USWA Southern Heavyweight шампион (10-кратен)
  - USWA Tag Team шампион (14-кратен) – 2-кратен с Браян Кристофър, 1-кратен с Коди Уилямс, 2-кратен с Джеф Гейлорд, 4-кратен с Джери Лолър, 2-кратен с Мат Борн, 3-кратен с Робърт Фулър
  - USWA Western States Tag Team шампион – с Робърт Фулър
  - WCW World Heavyweight шампион (4-кратен)
  - WCW United States Heavyweight шампион (3-кратен)
  - 2-кратен WCWA Light-Heavyweight шампион
  - 3-кратен WCWA Tag Team шампион (1-кратен with Kerry Von Erich, 1-кратен with Matt Borne, 1-кратен with Mil Mascaras)
  - World Series Wrestling Heavyweight шампион
  - WWA World Heavyweight шампион (2-кратен)
  - WWF Intercontinental шампион (6-кратен)
  - WWF European шампион
  - WWF World Tag Team шампион – с Оуен Харт
  - Wrestling Observer:
    - 1992 г. – Вражда на годината (с Джери Лолър срещу Лунните кучета)
    - 2005 г. – Най-надценен борец